# آیریس (خواننده)
آیریس (متولد ۱۹۹۵ در مورهوون, بلژیک) یک خوانندهٔ دختر بلژیکی است. آیریس هم‌اکنون با آهنگ جدید خود به نام «زیبا» (Wonderful)در صدر فهرست پرفروش‌ترین آهنگ‌های بلژیک است.

## یوروویژن
در تاریخ ۱۸ نوامبر ۲۰۱۱ اعلام شد که آیریس نمایندهٔ کشور بلزیک در مسابقه آواز یوروویژن ۲۰۱۲ می‌شود.